# Kloster Chortaiton
Das Kloster Chortaiton (Chortaeta, Chortaïtes, Chortaïtou) ist eine ehemalige Zisterzienserabtei in Griechenland. Es lag drei Kilometer von Thessaloniki entfernt. Es dürfte sich dabei um das noch im 14. Jahrhundert bestehende Kloster Chortaïtes am Nordhang des Bergs Chortiatis handeln.

## Geschichte
Markgraf Bonifatius I. von Montferrat, der nach der Eroberung Konstantinopels im Vierten Kreuzzug 1204 König von Thessaloniki geworden war, berief einen Konvent aus Kloster Lucedio, dessen Abt seit 1205 Oglerius (1136–1214) war, aus der Filiation der Primarabtei La Ferté, mit dem Mönch Roger in das von seinen griechischen Mönchen verlassene Kloster. Die Gründung des Klosters soll 1212, also nach dem Tod von Bonifatius, erfolgt sein, als das Königreich Thessaloniki unter der Regentschaft von Eustach von Flandern für den im Kindesalter stehenden Sohn von Bonifatius, Demetrius von Montferrat, stand. Erster Abt war der Mönch Geoffroy aus Lucedio. 1223 erhielt Chortaiton vom Bischof von Negroponte das zuvor griechische Kloster Sanctus Archangelus in Euböa als Tochterkloster unterstellt. 1224 wurde das fränkische Königreich Thessaloniki vom Despotat Epirus (Theodoros I. Angelos) eingenommen. Es kann wohl davon ausgegangen werden, dass das fränkische Kloster mit dem Abzug der Franken 1224 sein Ende fand und wieder zum Kloster der Orthodoxie wurde. Im 14. Jahrhundert ist ein Hegoumenos Maximos nachgewiesen.